# Episodi di Licia dolce Licia

Logo della serie

Questa è la lista degli episodi della serie televisiva Licia dolce Licia, formata da un totale di 35 episodi e trasmessa su Italia 1 nel 1987.
La serie è attualmente visibile su Mediaset Play e su Infinity TV.
| Nº | Titolo                                  | Prima TV       |
| -- | --------------------------------------- | -------------- |
| 1  | Si ricomincia                           | 23 marzo 1987  |
| 2  | Che sorpresa!                           | 25 marzo 1987  |
| 3  | La disfatta                             | 27 marzo 1987  |
| 4  | Il malato immaginario                   | 30 marzo 1987  |
| 5  | Al lavoro                               | 1º aprile 1987 |
| 6  | Il mistero di Mary                      | 3 aprile 1987  |
| 7  | Che serata!                             | 6 aprile 1987  |
| 8  | La grande sfida                         | 8 aprile 1987  |
| 9  | Che pasticcio!                          | 10 aprile 1987 |
| 10 | Problemi problemi                       | 13 aprile 1987 |
| 11 | Piccoli vagabondi                       | 15 aprile 1987 |
| 12 | Che spavento!                           | 17 aprile 1987 |
| 13 | Casa dolce casa                         | 20 aprile 1987 |
| 14 | Si festeggia                            | 22 aprile 1987 |
| 15 | Tutti per una torta                     | 24 aprile 1987 |
| 16 | Tanti auguri                            | 27 aprile 1987 |
| 17 | Problemi di cuore                       | 29 aprile 1987 |
| 18 | Tutti in discoteca                      | 1º maggio 1987 |
| 19 | Il sorriso di Mirko                     | 4 maggio 1987  |
| 20 | La scommessa                            | 6 maggio 1987  |
| 21 | Gelosia gelosia                         | 8 maggio 1987  |
| 22 | Coccio più, coccio meno                 | 11 maggio 1987 |
| 23 | Si parte!                               | 13 maggio 1987 |
| 24 | Che battaglia!                          | 15 maggio 1987 |
| 25 | Sci per tutti                           | 18 maggio 1987 |
| 26 | Un bluff colossale                      | 20 maggio 1987 |
| 27 | Un caffè coi fiocchi                    | 22 maggio 1987 |
| 28 | Dalle ceneri del Mambo                  | 25 maggio 1987 |
| 29 | Ritorno alla base                       | 27 maggio 1987 |
| 30 | Marrabbio colpisce ancora               | 29 maggio 1987 |
| 31 | Dalla Germania con furore               | 1º giugno 1987 |
| 32 | Chi trova una tesi è fortunato in amore | 3 giugno 1987  |
| 33 | Una grande famiglia                     | 5 giugno 1987  |
| 34 | Ci siamo!                               | 8 giugno 1987  |
| 35 | Gomma bucata, sposa fortunata           | 10 giugno 1987 |

## Si ricomincia
- Prima TV: 23 marzo 1987

Mirko decide di sposare Licia subito dopo essersi laureato a maggio, ma c'è un problema: infatti negli ultimi tempi Marrabbio, senza un motivo apparente, sembra odiare Mirko ancora più di prima. I Bee Hive devono affrontare anche un altro problema: infatti Lucas è stato sostituito da un altro manager, Jack, che risulta essere ancora più severo. Satomi vorrebbe fare una vacanza con Marika, ma ben presto capisce che ciò risulterà essere praticamente impossibile visti gli impegni lavorativi impartiti da Jack. Decide quindi di fare un patto con Mirko: si sposerà anche lui, così lui e Marika potranno andare in viaggio di nozze assieme a Mirko e Licia.
- Canzoni: Oh Happy Happiness, Semplice, semplice.

## Che sorpresa!
- Prima TV: 25 marzo 1987

Dopo che Mary va al Mambo, Mirko telefona a Licia per trovarsi insieme e Marrabbio, essendo distratto dalla presenza di Mary, dà alla figlia il permesso di uscire senza pensarci. Nel frattempo i Bee Hive stanno provando, ma Matt e Steve hanno fretta di uscire dato che hanno un appuntamento al cinema con due ragazze. Dopo l'appuntamento i due fanno parecchio esercizio fisico, dato che Carlotta (la ragazza che piace a Matt) e Denise (la ragazza che piace a Steve) lavorano entrambe in palestra, sicché per poterle vedere hanno deciso di andarci anche loro, nonostante a Matt l'idea non faccia per niente piacere. Tra l'altro, dato che Carlotta insegna judo, Steve ha iscritto Matt, suo malgrado, al corso della suddetta. Più tardi Licia incontra Mirko, che le chiede di sposarlo. Licia è felicissima della richiesta, anche se è preoccupata per la reazione che potrebbe avere suo padre.
- Canzoni: La ninna nanna di Licia, Cosa c'è baby?, Mio dolce amore.

## La disfatta
- Prima TV: 27 marzo 1987

Alle prove quotidiane dei Bee Hive, Matt arriva parecchio in ritardo, questo perché prima era andato in palestra a iscrivere Steve al corso di danza aerobica diretto da Denise, comprandogli anche una tutina rosa. Quella sera Matt e Steve vanno entrambi in palestra: Matt va al corso di judo dove però Carlotta è solo l'insegnante in seconda, mentre il maestro principale è un uomo allenatosi in Giappone, considerato un vero osso duro, mentre Steve va al corso di danza di Denise. Gli altri Bee Hive li guardano di nascosto e ridono di loro, essendo parecchio impacciati. Quando i due escono, i loro amici rivelano di averli spiati, dicendo di essersi iscritti anche loro in palestra.
- Canzoni: Love I Need You, Love I Want You, Senza di te.

## Il malato immaginario
- Prima TV: 30 marzo 1987

Mentre Matt sembra essere riuscito a far colpo su Carlotta, Steve si rattrista parecchio perché Denise non sembra provare niente per lui. Lo sconforto è tale da fargli pensare di andarsene in Lapponia a coltivare patate abbandonando tutto (salvo poi cambiare idea una volta scoperto che in Lapponia non crescono le patate). Matt tenta quindi di confortarlo. Di sera i due vanno in palestra, assieme a Tony (che si è iscritto al corso di judo) e Satomi (che si è iscritto al corso di danza). Nel frattempo Marrabbio si ammala ma, nonostante abbia solo una febbre leggera, si comporta come se stesse per morire.
- Canzoni: I Love You, You Love Me, Oh Happy Happiness, Love I Need You, Love I Want You.

## Al lavoro
- Prima TV: 1º aprile 1987

Mentre Marrabbio continua a comportarsi da moribondo, Steve è ancora depresso per via di Denise, tanto da pensare di fare lo sciopero della fame fino a morire. I Bee Hive sono inoltre messi alle strette da Jack, che li fa lavorare duramente concedendo loro poche pause. Nel frattempo, a scuola, Andrea e Grinta, poco prima di mangiare, litigano perché quest'ultimo, per mangiare un pezzo del tartufino di Andrea, lo inganna dicendo che sua madre si è dimenticata di dargli la merenda, quando in realtà aveva nascosto un panino con la marmellata, di certo meno saporito della merendina di Andrea. Quando il ragazzino dispettoso viene scoperto ammette di essere un bugiardo, ma accusa Andrea di essere egoista, arrivando a dire che sia lui il vero motivo per cui Mirko e Licia non possono sposarsi, essendo d'intralcio nella loro relazione. Inizialmente Andrea non dà molto peso alla faccenda, venendo anche confortato da Elisa, ma diventa invece parecchio triste quando, prima di andare a dormire, chiedendo al fratello se abbia intenzione di sposare Licia, quest'ultimo (non volendo ancora rivelare la sua intenzione di prenderla in moglie) risponda che al momento non può avendo diversi problemi, tra cui uno in particolare e così Andrea, convinto di essere veramente lui la causa del mancato matrimonio si addormenta piangendo.
- Canzoni: Semplice, semplice, Ritorna qui da me.

## Il mistero di Mary
- Prima TV: 3 aprile 1987

Vilfredo continua a telefonare a Mary, e ciò la rende parecchio pensierosa. Intanto Andrea, a scuola, dice a Elisa che, in seguito a ciò che gli hanno detto Grinta e Mirko, si è convinto di essere d'intralcio nella relazione tra Mirko e Licia. Sentendo questo, Elisa comincia perciò a pensare di essere lei la vera ragione per cui Satomi e Marika non si sposino. Più tardi Licia regala a suo padre una sciarpa calda, per aiutarlo a prevenire futuri raffreddori. Con l'occasione gli chiede il permesso di andare al concerto dei Bee Hive che si terrà la sera del giorno seguente e Marrabbio, pur non essendo molto d'accordo, acconsente. Alla sala prove i Bee Hive tentano di consolare Steve, dicendogli che con Denise è sulla buona strada. Lui però dice che la ragazza continua a rimproverarlo perché non fa bene gli esercizî, tanto da averlo fatto stare in palestra anche dopo la fine della lezione per fargliene ripassare uno. Tony gli dice che secondo lui il motivo per cui l'aveva fatto restare era perché lei fosse segretamente innamorata di lui e che fosse tutta una scusa per restare sola con lui. Gli consiglia inoltre di sbagliare qualche esercizio di proposito durante la lezione successiva in modo da restare da soli, per poi potersi dichiarare. Intanto Licia è parecchio preoccupata, perché sa che Mirko ha intenzione di dire a Marrabbio di volersi sposare con sua figlia, e teme che possano esserci brutte conseguenze.
- Canzoni: Mio dolce amore, Semplice, semplice.

## Che serata!
- Prima TV: 6 aprile 1987

Marrabbio dice a Nonno Sam e Lauro che Mirko gli vuole parlare di una cosa importante, nonostante non sappia di cosa si tratti, ma i suoi due amici gli fanno capire che probabilmente gli vuole chiedere di poter sposare Licia, facendolo svenire. Intanto i Bee Hive si stanno preparando per il concerto, e vengono raggiunti da Licia, Marika, Manuela e, più tardi, anche da Carlotta. Tuttavia Denise, pur essendo stata invitata, non sembra intenzionata ad arrivare, cosa che fa stare molto in pensiero Steve, nonostante lui faccia finta di non importarsene. Più tardi Marrabbio riceve una telefonata da Hildegard, che lo avvisa del fatto che a breve arriverà in Italia. All'inizio del concerto, Steve è ancora depresso per il fatto che Denise non sia arrivata, ma, quando la suddetta si presenta tra il pubblico, lui rinvigorisce subito, cominciando a suonare perfettamente. Dato che Mirko è impegnato, sono Nonno Sam e Lauro a dover mettere a letto Andrea, ma ciò risulterà più difficile del previsto.
- Canzoni: Love I Need You, Love I Want You, Semplice, semplice, Oh Happy Happiness.

## La grande sfida
- Prima TV: 8 aprile 1987

Il concerto è stato un successo e la mattina seguente Mirko va al Mambo per chiedere a Marrabbio di sposare Licia. Arriva dunque vestito in maniera elegante e comincia a parlare con Marrabbio. Questo, che sa già qual è la richiesta del ragazzo, comincia inizialmente a tergiversare, ma quando quest'ultimo arriva al punto, lui comincia a urlare, rifiutando apertamente di fargli sposare sua figlia. Mirko va quindi via, Nonno Sam e Lauro (che avevano ascoltato la conversazione dall'esterno del Mambo) cominciano poi a rimproverare Marrabbio per la sua decisione, dicendogli che Mirko e Licia hanno tutti i diritti di sposarsi. Intanto Licia, che ha sentito gli sbraiti del padre da camera sua, si mette a piangere. Più tardi Mary va al Mambo per parlare con Marrabbio, dicendo di doversi confidare con qualcuno di cui si fida. Marrabbio inizialmente è felicissimo di ciò, convinto che la donna volesse fidanzarsi con lui com'era suo desiderio, ma si rattrista parecchio quando lei gli dice che il problema è che Vilfredo María continua a telefonarle e questo la rende nervosa, dato che crede di essere ancora innamorata di lui, nonostante tutto, e così Marrabbio si mette a frignare. Nel frattempo Steve sta per cominciare una nuova lezione di danza aerobica assieme a Satomi e Tony (che si sono iscritti per tenergli compagnia). Prima dell'inizio della lezione chiede a Denise di uscire a cena con lui quella sera, ma lei dice di non poter venire avendo già un altro impegno. Tornando a casa Mirko pensa tra sé e sé che ora tocca a Licia decidere: deve scegliere tra lui e Marrabbio. Questa è però una decisione che Licia non vuole prendere.
- Canzoni: Semplice, semplice, Oh Happy Happiness.

## Che pasticcio!
- Prima TV: 10 aprile 1987

Nonno Sam e Lauro sono ancora arrabbiati con Marrabbio per il suo comportamento con Mirko. Intanto Hildegard arriva al Mambo, salutando tutti quanti. Nel frattempo Andrea ed Elisa sono sempre più convinti di essere d'intralcio nelle relazioni tra Licia e Mirko e tra Marika e Satomi, perciò decidono di partire per un lungo viaggio e tornare quando saranno grandi, così che Mirko e Marika non debbano più occuparsi di loro. Di sera i Bee Hive vanno in pizzeria assieme a Mary, Licia, Manuela, Marika e Carlotta, e lì incontrano Vilfredo María, travestito da cameriere, che serve loro dei crostini. Vilfredo chiede perdono per i fatti accaduti, e le sue scuse vengono accettate e viene invitato amichevolmente al tavolo. Chiacchierando, Steve scherza su quanto il corso di danza di Denise sia ridicolo, arrivando, sotto invito dei suoi amici, a replicare scherzosamente i passi salendo in alto. Proprio in quel momento entra nella pizzeria proprio Denise, accompagnata da un uomo, che vede Steve e, dopo aver fatto un cenno di dissenso, se ne va via. Steve, che l'ha notata, si ferma e la guarda con un'espressione pensierosa, mentre gli altri, che invece non l'hanno vista, gli intimano di continuare, chiedendogli perché si sia fermato.
- Canzoni: Ritorna qui da me, Senza di te, Semplice, semplice.

## Problemi problemi
- Prima TV: 13 aprile 1987

Steve è parecchio preoccupato perché teme che Denise abbia una relazione con l'uomo che era con lei in pizzeria. Intanto Mirko accompagna Andrea a scuola, mentre il suddetto ha in realtà messo nello zaino l'occorrente per il viaggio pianificato. Lungo la strada i due fratelli incontrano Licia e, dopo che Andrea va via, Mirko e Licia discutono sulla loro situazione difficile. Per risolvere il problema, Mirko pensa di sposarsi senza il permesso di Marrabbio, anche nell'eventualità che quest'ultimo non si presenti alle nozze. Licia però non è d'accordo, perché vuole che il loro sia un matrimonio felice per tutti, anche per suo padre. A questo punto Mirko, piuttosto alterato, le dice che deve prendere una decisione una volta per tutte: deve scegliere tra lui e Marrabbio. Più tardi Mary e Vilfredo María si presentano, insieme, al Mambo.
- Canzoni: Mio dolce amore, Cosa c'è baby?.

## Piccoli vagabondi
- Prima TV: 15 aprile 1987

I Bee Hive, ormai stremati dal lavoro, decidono di fare uno scherzo a Jack: invece di cantare o suonare ne mimano solo le azioni, fingendo che il mixer non funzioni, per poi "ripararlo" solo a patto che Jack li lasci liberi in anticipo. Intanto al Mambo Hildegard annuncia che si fermerà in Italia per almeno due mesi dato che è riuscita a trovare lavoro in un negozio di giocattoli grazie alla sua abilità di imitare la voce dei personaggi dei cartoni animati, cosa che piace molto ai bambini. In palestra Steve parla con Denise per tentare di capire se l'uomo assieme a lei fosse il suo fidanzato, ma i due finiscono per litigare, facendo abbassare ulteriormente la considerazione di Denise per Steve. Nel frattempo Licia ripensa con nostalgia i giorni felici passati con Mirko, mentre Andrea ed Elisa partono per il loro "lungo viaggio". Appena si accorgono dell'assenza dei due bambini, Mirko e Satomi vanno in palestra ad avvisare gli altri Bee Hive, Manuela, Marika e Carlotta, e insieme escono per cercarli.
- Canzoni: Cosa c'è baby?.

## Che spavento!
- Prima TV: 17 aprile 1987

Tutti sono molto tristi per la scomparsa dei bambini, così i Bee Hive, Licia, Marika, Manuela, Carlotta, Hildegard, Vilfredo, Mary, Jack, Marrabbio, Lauro e Nonno Sam si riuniscono al Mambo per decidere il da farsi. Marrabbio decide di dividersi in piccoli gruppetti, ognuno dei quali andrà a cercare Andrea ed Elisa e, se li dovesse trovare, un gruppo dovrà telefonare al Mambo, dove ci sono Marrabbio, Nonno Sam e Lauro. La ricerca risulta essere però vana. Solo più tardi Mirko riuscirà a trovare i due bambini, addormentati e sporchi, sopra una panchina, e lì riporta poi al Mambo. Lì loro due spiegheranno poi il motivo della loro fuga.
- Canzoni: Andrea, La ninna nanna di Licia.

## Casa dolce casa
- Prima TV: 20 aprile 1987

In seguito al ritrovamento dei bambini, Marrabbio, Nonno Sam e Lauro si trovano a discutere su quale fosse la trama di Hänsel e Gretel, che nessuno dei tre sembra ricordare correttamente. Nel frattempo i Bee Hive consigliano a Steve un metodo per conquistare Denise: farla ingelosire corteggiando un'altra donna, che però deve essere brutta, così che lei si domandi perché lo stia facendo. Come donna viene quindi scelta Diletta, l'allieva preferita di Denise, parecchio sovrappeso. Steve gli porta quindi un mazzo di fiori, riempiendola di gioia. Di sera Mirko e Licia si ripromettono di non litigare mai più.
- Canzoni: Cosa c'è baby? (registrazione), Love I Need You, Love I Want You, I Love You, You Love Me.

## Si festeggia
- Prima TV: 22 aprile 1987

Prima di andare a scuola Mirko e Andrea passano, come consuetudine, al Mambo, e lì quest'ultimo dice a Licia, Marrabbio, Nonno Sam e Lauro che al compleanno di suo fratello mancano solo due giorni. Successivamente arriva anche Mirko, e Licia riceve una telefonata di Satomi. I due si mettono d'accordo per trovarsi poi in palestra, facendo leggermente ingelosire Mirko, che però non dà inizialmente troppa importanza a ciò. Satomi e Licia stavano in realtà parlando del fatto che quest'ultima ha scritto il testo di una canzone per Mirko. Satomi avvisa gli altri Bee Hive in sala prove, prima che arrivi il cantante, e si mettono quindi tutti d'accordo per suonarla il giorno successivo. Tuttavia Jack non acconsente, considerandola solo una perdita di tempo. A quel punto Matt, furioso, comincia a fargli un discorso di sfogo parlando del fatto che anche lo stesso Jack, quando è solo, perda tempo cercando di imitare Mirko, mimandone le gesture e cantando male (cosa effettivamente vera, ma che lui tentava di mantenere segreta), mettendolo in ridicolo davanti a tutti. Finite le prove, Marrabbio, Lauro e Nonno Sam si organizzano per il compleanno, mentre Steve continua a fare la corte a Diletta. Di sera Mirko vede Licia e Satomi da soli in palestra che confabulano, e vedendoli insieme comincia a credere che possa esserci qualcosa tra i due. Più tardi, a casa di Steve e Matt, quest'ultimo dice di essersi pentito per il discorso fatto a Jack, che è infatti risultato parecchio umiliante. Decide quindi di chiedergli scusa, ma Steve non è d'accordo, dato che teme che il manager possa arrabbiarsi ancora di più. La situazione peggiora quando, a casa di Satomi, Marika li vede insieme. Anche per via delle parole fraintendibili che i due le dicono, dopo che Licia se n'è andata, Marika comincia a litigare con Satomi, credendo che la stia tradendo con Licia.
- Canzoni: Senza di te, I Love You, You Love Me (registrazione).

## Tutti per una torta
- Prima TV: 24 aprile 1987

Satomi e Marika hanno chiarito le incomprensioni e si sono riappacificati. Al contrario, Mirko teme ancora che Licia abbia una relazione con Satomi, e se ne convince definitivamente quando sente Licia parlare al telefono col suddetto, dicendogli parole romantiche, quando in realtà Licia gli stava semplicemente recitando una poesia scritta per Mirko. Più tardi Marrabbio, Lauro e Nonno Sam si preparano per la festa, ma hanno parecchie difficoltà nel fare la torta. In sala prove Jack risulta parecchio giù di morale in seguito a ciò che gli ha detto Matt, e i Bee Hive devono provare, assieme a Licia, la canzone per Mirko, e perciò fanno uscire il cantante prima del solito, al punto che quest'ultimo trova molto strana la cosa, tanto da andare a chiedere spiegazioni anche a Marrabbio che però, essendo impegnato con la torta (che gli sta dando parecchi problemi), non gli dà una risposta soddisfacente. Dopo che Matt decide di fare, assieme agli altri, un hip hip urrà per Jack, in modo da farlo stare meglio, il complesso suona la canzone.
- Canzoni: Oh Happy Happiness, Mio dolce amore, Noi, insieme noi.

## Tanti auguri
- Prima TV: 27 aprile 1987

Licia si trova in sala prove per cantare la canzone per Mirko ma, all'arrivo di quest'ultimo, per evitare che la veda, i Bee Hive la fanno nascondere in un armadio dei cavi. Intanto, dopo l'ennesimo tentativo fallito di Marrabbio di preparare una torta, Hildegard decide di andare in pasticceria a prenderne una insieme a Lauro. Loro ne vorrebbero una in particolare, ma la commessa dice di non potergliela vendere dato che è solo in esposizione. I due decidono quindi di prenderla di nascosto facendo distrarre la donna ma, una volta arrivati al Mambo, scoprono che si trattava di una torta di gomma. Hildegard decide quindi di telefonare a un pasticcere per farsene dare una. Nel frattempo, Mirko ha scoperto della presenza di Licia in sala prove, e, sentendosi ingannato da tutti, se ne va, nonostante Licia gli dica di trovarsi più tardi al Mambo. Inizialmente Mirko pensa di non andarci, ma poi decide di passare di lì per parlare con Marrabbio. Nel locale però lo aspetta una sorpresa: trova infatti tutti i suoi amici riuniti per festeggiare il suo compleanno. Lì tutte le incomprensioni vengono chiarite e Licia canta a Mirko la sua canzone.
- Canzoni: Noi, insieme noi.

## Problemi di cuore
- Prima TV: 29 aprile 1987

Mirko ripensa ancora ai bei momenti passati il giorno precedente e ne parla anche con Satomi in sala prove. Lì i Bee Hive si rendono però conto che Steve è ancora triste dato che deve fare la corte a Diletta. Più tardi al Mambo Andrea chiede a Marrabbio se sia stato lui a fare la torta del giorno precedente, e quest'ultimo, per fare bella figura, gli dice di sì, nonostante in realtà non fosse vero. Quando poi Licia gli chiede il permesso di andare a un concerto dei Bee Hive che si terrà il giorno successivo, Marrabbio inizialmente gli dice brutalmente di no, ma Nonno Sam riuscirà a convincerlo a farla andare, minacciando di dire ad Andrea la verità riguardo alla torta. Di sera i Bee Hive si trovano in palestra, e pianificano un'idea per far ingelosire Denise: Steve deve trattenere Diletta in un'altra stanza e, quando i suoi amici avranno portato lì Denise con una scusa, il bassista dovrà baciare Diletta. Il piano in effetti funziona, ma Denise risulta piuttosto irritata dal fatto che i due non si siano presentati a lezione, e Steve è tutt'altro che felice per ciò che gli è toccato fare. Tuttavia con l'occasione riuscirà a invitare Denise al concerto del giorno successivo, e quest'ultima accetta di venire, dicendo però che ci andrà assieme a Diletta.
- Canzoni: Noi, insieme noi, I Love You, You Love Me.

## Tutti in discoteca
- Prima TV: 1º maggio 1987

Mentre i Bee Hive si preparano per il concerto, Steve si arrabbia con gli altri per il fatto accaduto il giorno precedente. Infatti, per via della loro idea, Steve risulta essere fidanzato con Diletta, cosa che tra l'altro non sembra importare minimamente a Denise, anche se Satomi crede che in realtà lei non sia del tutto indifferente al fatto accaduto. Successivamente Jack parla con un certo signor Peterson, proprietario di diversi locali in luoghi turistici, che gli propone di portare i Bee Hive in montagna. Successivamente il concerto inizia ma, durante una pausa, Steve vede che Denise sta baciando un altro uomo, facendogli pensare che lo stia facendo apposta.
- Canzoni: Mio dolce amore, Love I Need You, Love I Want You, Cosa c'è baby?.

## Il sorriso di Mirko
- Prima TV: 4 maggio 1987

Vista la brutta situazione in cui si ritrova Steve, Matt gli consiglia di andare da Denise e confessare che tutto ciò che è successo era soltanto una messinscena per attirare la sua attenzione e farla ingelosire. Intanto, al Mambo, Mirko chiede nuovamente a Marrabbio di poter sposare sua figlia, e stavolta il padre di Licia acconsente, ma solo a patto che il cantante riesca a laurearsi prima dell'estate, dicendogli di dubitare che ciò possa accadere e chiedendogli di non dirlo a Licia per il momento. Più tardi Steve va in palestra per parlare con Denise, ma risulta avere parecchie difficoltà.
- Canzoni: I Love You, You Love Me, Semplice, semplice.

## La scommessa
- Prima TV: 6 maggio 1987

Steve riesce a dire la verità a Denise, ma ciò non sembra avere alcun esito particolare. Mirko va poi all'università a chiedere a un professore l'elenco dei libri e delle pratiche che gli servono per la laurea, nonostante l'insegnante insista perché aspetti più tempo per laurearsi. Diverse ore più tardi, dopo che i Bee Hive hanno lavorato, Satomi, sentendosi troppo stanco, decide di non andare in palestra e tornare direttamente a casa. Solo dopo che se n'è andato Mirko si rende conto che quel giorno, il 6 maggio, era l'anniversario di fidanzamento di Marika e Satomi, cosa che il tastierista ha però totalmente scordato. Per questo motivo Marika finisce poi per arrabbiarsi molto con lui. Gli altri Bee Hive invece vanno in palestra, dove Denise presenta a tutti un nuovo allievo del corso di danza, si tratta di Teodoro, soprannominato Teo, ovvero l'uomo che aveva baciato al concerto.
- Canzoni: Oh Happy Happiness, Senza di te, I Love You, You Love Me (registrazione).

## Gelosia gelosia
- Prima TV: 8 maggio 1987

Dato che Satomi si è dimenticato del loro anniversario, Marika comincia a pensare che la stia tradendo con un'altra ragazza, così decide di andare da Licia per parlarle della situazione. Appena arriva al Mambo però, vede che la sua amica è assieme a Satomi, che era andato da lei per chiedere come farsi perdonare da Marika. Licia gli consiglia di scriverle una lettera, e suggerendo delle frasi da poter scrivere. Sentendo, di nascosto, le suddette frase, Marika si convince che siano rivolte proprio a Satomi, e perciò crede che lui e Licia abbiano una relazione segreta. Più tardi i Bee Hive mettono in atto un piano per aiutare Steve a fare colpo su Denise. Grazie all'aiuto di Hildegard e alla sua abilità nell'imitare le voci, i Bee Hive fanno credere a Denise, Teo e Diletta di essere stati invitati a cena fuori quella sera rispettivamente da Teo, Denise e Steve. Tuttavia nessuno dei tre si presenta effettivamente all'appuntamento, perciò, mentre Teo se ne rimane fuori da solo, Steve riesce a convincere Denise ad andare a cena con lui, e Matt riesce a fare la stessa cosa con Diletta, in modo da distrarla.
- Canzoni: Oh Happy Happiness, Love I Need You, Love I Want You.

## Coccio più, coccio meno
- Prima TV: 11 maggio 1987

La cena tra Steve e Denise procede bene, ma il piano va a monte quando la ragazza sente Satomi che parla di ciò che è successo, finendo per scoprire la verità. Le cose si mettono male anche per Matt, dato che Carlotta lo trova insieme a Diletta e, vedendo l'atteggiamento fin troppo affettuoso che questa ha con lui, ne deduce che fossero usciti insieme per un appuntamento romantico, e così dice addio a Matt e se ne va via. Il giorno dopo Satomi decide di far recapitare a Marika un vaso per farsi perdonare, mentre Steve e Matt scrivono delle lettere di scuse a Denise e Carlotta. Tuttavia, Marika rompe il vaso, per poi far riconsegnare a Satomi i cocci, mentre Steve e Matt, pur aspettando fino a tardi, non ricevono delle risposte alle loro lettere.
- Canzoni: Cosa c'è baby?, Ritorna qui da me.

## Si parte!
- Prima TV: 13 maggio 1987

Tutti si preparano per andare in montagna, ma Andrea insiste per rimanere a casa dato che a breve all'asilo si terrà una gara di disegno a cui vuole partecipare a tutti i costi, perciò Mirko decide di lasciare che siano Nonno Sam, Lauro e Hildegard a occuparsi di lui. I tre dovranno inoltre occuparsi del Mambo in assenza di Marrabbio, dato che anche lui ha deciso di venire. Il gruppo parte, e, a sorpresa, si scopre che, nonostante tutto, anche Carlotta ha deciso di venire, così come Denise, accompagnata però da Teo. Intanto Marika è ancora triste perché crede che Satomi la stia tradendo, ma, trovando il tutto parecchio strano, capisce che c'è qualcosa che non va, e decide di telefonargli per chiarire la situazione. Satomi tuttavia, essendo in viaggio, non risponde.
- Canzoni: Oh Happy Happiness, Cosa c'è baby?, Mio dolce amore.

## Che battaglia!
- Prima TV: 15 maggio 1987

Al Mambo Nonno Sam e Lauro si rivelano essere dei sostituti disastrosi, dato che, con la loro impacciataggine, finiscono col rompere continuamente piatti e bicchieri, e non riescono a gestire il locale. Toccherà perciò a Hildegard sistemare i disastri da loro combinati. Nel frattempo i Bee Hive, durante alcune prove, scappano da Jack, dando il via a un inseguimento tra le montagne innevate, che culmina con una battaglia a palle di neve.
- Canzoni: Semplice, semplice, Cosa c'è baby?.

## Sci per tutti
- Prima TV: 18 maggio 1987

Mentre Nonno Sam e Lauro continuano a combinare disastri al Mambo ai danni di Hildegard, Marrabbio e Steve tentano di sciare per fare colpo rispettivamente su Mary e Denise, ma, essendo entrambi negati, finiscono solo col fare brutte figure, mettendo invece in bella luce Vilfredo e Teo. Il padre di Licia e il bassista dei Bee Hive si incontrano per caso, e, parlando delle loro disavventure, a Marrabbio viene in mente un'idea.
- Canzoni: Oh Happy Happiness, I Love You, You Love Me.

## Un bluff colossale
- Prima TV: 20 maggio 1987

Per fare colpo su Denise e Mary, Steve e Marrabbio fanno finta di essere degli sciatori provetti facendosi sostituire da alcuni esperti che, fingendosi loro, riescono a compiere prodezze da campioni, ma il loro inganno verrà presto scoperto. Nel frattempo Satomi è scappato con il furgone dei Bee Hive per andare a prendere Marika (che nel frattempo è disperata, tanto da rifiutarsi di mangiare) a casa sua, tornando in montagna assieme a lei appena in tempo per il concerto di quella sera.
- Canzoni: Love I Need You, Love I Want You, Cosa c'è baby?, Mio dolce amore.

## Un caffè coi fiocchi
- Prima TV: 22 maggio 1987

Al Mambo Nonno Sam e Lauro sono disperati perché, a seguito dei loro disastri, al locale non si presenta più alcun cliente. Ne arriva però uno, al quale riescono a servire un caffè fatto bene. Data l'incredibilità della cosa, i due gioiscono. Più tardi, in montagna, Steve si è fatto male e Denise, disperata, gli confessa che in realtà a lei Teo non piace per niente, e che l'ha baciato solo perché era gelosa di Diletta e che l'ha portato in montagna per punire Steve del fatto di averla ingannata invitandola al ristorante. A questo punto i due si baciano. Nel frattempo Andrea riesce a vincere la gara di disegno. Quella sera, durante un concerto dei Bee Hive, Steve rassicura Teo dicendogli che c'è una ragazza che lo aspetta con impazienza: si tratta di Diletta, che è venuta al concerto per andare da lui.
- Canzoni: Mio dolce amore, Semplice, semplice.

## Dalle ceneri del Mambo
- Prima TV: 25 maggio 1987

Lauro e Nonno Sam sono disperati per la situazione che stanno vivendo, e perché in una settimana sono riusciti a guadagnare solamente 1000 lire. Per loro fortuna, Marrabbio e gli altri tornano a casa, e perciò loro non dovranno più occuparsi del locale. Mirko e Marrabbio finiscono per parlare nuovamente del loro accordo riguardo al matrimonio, a cui quest'ultimo ha acconsentito a patto che il primo si laurei entro giugno, e Licia, sentendoli parlare, viene al corrente della situazione, e ne è felicissima.
- Canzoni: Senza di te (per radio), Cosa c'è baby? (per radio), Senza di te, Noi, insieme noi.

## Ritorno alla base
- Prima TV: 27 maggio 1987

Temendo che Mirko possa riuscire a laurearsi entro giugno, Marrabbio, attraverso alcuni stratagemmi, lo tiene impegnato così che non abbia abbastanza tempo per studiare: prima lo fa andare a prendere una medicina che si trova in un'erboristeria molto distante, poi gli fa piegare degli scatoloni di cartone e poi gli fa pitturare le pareti del Mambo. Infine sporca alcune pagine del libro che deve studiare con della vernice, così da renderle illeggibili, facendolo passare per un incidente.
- Canzoni: Love I Need You, Love I Want You, Semplice, semplice.

## Marrabbio colpisce ancora
- Prima TV: 29 maggio 1987

Gli esami di Mirko si avvicinano, e per far sì che abbia più tempo per studiare, i Bee Hive fingono che lui stia male, così da farlo stare a casa invece di lavorare in sala prove. Intanto Licia ha preso dei libri che servono a Mirko per i suoi studi, ma Marrabbio li nasconde dentro al forno del Mambo perché non possa consegnarglieli. Alla fine il padre di Licia, minacciato da Nonno Sam e Lauro, rivela dove sono nascosti, ma tutto ciò è servito a ben poco, dato che Jack ha intanto scoperto dell'inganno dei Bee Hive, e decide quindi di dare a Mirko del lavoro in più per punirlo.
- Canzoni: Oh Happy Happiness, Ritorna qui da me.

## Dalla Germania con furore
- Prima TV: 1º giugno 1987

Mirko vorrebbe chiedere un parere sulla sua tesi di laurea al famoso professore tedesco Franz Coccivecchi ma, nonostante gli abbia scritte parecchie lettere, lui non gli ha mai risposto, probabilmente perché troppo impegnato. Appena Marrabbio lo scopre, gli viene in mente un piano per rallentare gli studi del ragazzo: finge di essere il professore e, per telefono, si mette d'accordo con Mirko per incontrarsi al Mambo dove, opportunamente travestito, boccia la tesi, dandole un parere negativo. Mirko si rattrista molto, ma Nonno Sam e Lauro, che avevano capito che si trattava di un falso, smascherano Marrabbio.
- Canzoni: I Love You, You Love Me, Ritorna qui da me.

## Chi trova una tesi è fortunato in amore
- Prima TV: 3 giugno 1987

Mirko ha finalmente finito la tesi di laurea, ma, quando va al Mambo e la posa sul bancone, Andrea la mette nel suo zainetto insieme a un disegno, per poi andare all'asilo. Licia, Mirko, Marrabbio, Nonno Sam e Lauro la cercano per tutto il locale e, non trovandola, decidono di riscriverla più in fretta possibile (dato che deve essere consegnata dopo pochi giorni), facendo però molta fatica. Tuttavia, per una serie di coincidenze, la tesi tornerà esattamente dove Mirko l'aveva posata all'inizio, tanto da far sembrare che fosse sempre stata lì.
- Canzoni: Oh Happy Happiness, Cosa c'è baby?.

## Una grande famiglia
- Prima TV: 5 giugno 1987

Mirko ha fatto stampare la sua tesi, perciò, se è scritta bene, tutto ciò che gli manca da fare e farla leggere al suo professore ed esporla il giorno successivo alla commissione d'esame. Tutti i suoi amici sono felici per ciò e lo festeggiano. Nel frattempo Licia parla con suo padre, che le rivela che il vero motivo per cui ha fatto di tutto perché lei non si sposasse è che ha paura di restare da solo dopo il matrimonio, ma la figlia riesce a rassicurarlo. Mirko porta quindi la tesi al professore che, dopo averla letta, quest'ultimo gli dice che secondo lui non va bene, essendo troppo poco approfondita. Teme perciò che, presentandola alla commissione, non riesca a laurearsi. A quel punto il professore gli rivela di aver capito che dal buon esito della laurea dipende qualcosa a lui molto importante, e gli chiede se non possa rimandare il tutto. A una risposta negativa del ragazzo, il professore gli dice che, a questo punto, l'unica soluzione è che si prepari molto bene nei vari argomenti, studiando tutto alla perfezione, così che si laurei non per la tesi, ma piuttosto per la sua conoscenza dell'argomento studiato.
- Canzoni: Senza di te, Love I Need You, Love I Want You, Semplice, semplice.

## Ci siamo!
- Prima TV: 8 giugno 1987

Tutti sono preoccupati per Mirko, cosa che vale pure per Marrabbio che, vedendo tutti gli sforzi da lui fatti, gli dice di non importargli più che lui riesca a laurearsi, ed è pronto a concedergli la mano di sua figlia anche se venisse bocciato, ma Mirko vuole ugualmente tenere fede alla parola data. Il cantante si mette a studiare addirittura in sala prove, ma quando Jack viene a sapere che si deve laureare il giorno stesso, lo fa andare subito a casa perché possa prepararsi al meglio. Mirko va quindi all'università, e i suoi amici lo aspettano fuori dall'aula. Quando il ragazzo esce, rivela di essere riuscito a laurearsi.
- Canzoni: Mio dolce amore, Senza di te.

## Gomma bucata, sposa fortunata
- Prima TV: 10 giugno 1987

Il giorno del matrimonio tra Licia e Mirko è arrivato. Licia, dopo essersi messa l'abito da sposa, sale in auto per andare in chiesa con Marrabbio, Lauro e Nonno Sam. Quest'ultimo, alla guida, si rivela essere un pessimo autista, tanto da finire col bucare uno pneumatico della macchina. Nel frattempo, tutti gli invitati al matrimonio li stanno aspettando, e Matt e Steve discutono del fatto che a breve dovranno lasciare il complesso dei Bee Hive per trasferirsi in una caserma militare. Marrabbio, facendosi prestare una pompa da un passante, riesce a gonfiare la gomma. Così facendo riescono ad arrivare a destinazione, e Licia e Mirko possono finalmente sposarsi.
- Canzoni: Noi, insieme noi.